# Phlyctenosis vicina
Phlyctenosis vicina is een keversoort uit de familie van de boktorren (Cerambycidae). De wetenschappelijke naam van de soort werd in 1880 als Macrotoma vicina gepubliceerd door Charles Owen Waterhouse.